# Curt Berg
Curt Per Assar Berg, född 16 maj 1901 i Umeå, död 28 april 1971 i Hedvig Eleonora församling i Stockholm, var en svensk författare, översättare och musikkritiker.

## Biografi
Föräldrar var rådmannen Knut E. Berg och Gunhild Brodin. Efter akademiska studier blev Berg filosofie kandidat 1932 och blev även löjtnant vid K4:s reserv 1928 samt ryttmästare 1943.
Berg var musikkritiker vid Bonniers Veckotidningar 1924–1928, biträdande musikkritiker vid Dagens Nyheter 1929, ordinarie från 1930 och anställd vid Albert Bonniers bokförlag från 1926. Han författade romanen Blå dragonerna (1936) och översatte klassiska och moderna romaner samt dramer. Han använde signaturen C B-g. Berg är begravd på Skogskyrkogården i Stockholm.
Berg var 1927–1949 gift med författaren Eva Berg, född Ekström (1904–1980), och de fick barnen Jan Berg 1928, Mikaela Leckius 1930 och Catherine Berg 1933. Andra giftet 1949–1962 var med Astrid Arehn (1925–1994), dotter till skådespelaren Nils Arehn och Karin Bergqvist. De fick dottern Annakarin (Kim) 1953.

### Översättningar
- Brecht, Bertolt (1968). Tolvskillingsoperan ett stycke med musik. Stockholm: Kungliga Dramatiska Teatern. Libris 13483531
- Brecht, Bertolt (1968). Fem dramer. Stockholm: Bonnier. Libris 432813 - Innehåll: Tolvskillingsoperan ; Galileis liv ; Mor Courage och hennes barn ; Herr Puntila och hans dräng Matti ; Den goda människan i Sezuan.
- Christiansen, Sigurd (1943). Två levande och en död. Bokklubben Svalan. Stockholm: Bonnier. Libris 1390819
- Doyle, Arthur Conan (1944). Sherlock Holmes: En studie i rött ; De fyras tecken. De odödliga ungdomsböckerna ; 31. Stockholm: Bonnier. Libris 2620253
- Grieg, Nordahl (1925). Skeppet går vidare : roman. Stockholm: Bonnier. Libris 1474113
- Hamsun, Knut (1930). August världsomseglaren : roman. Sthlm. Libris 54689
- Jensen, Thit (1930). Av ädelt blod är du kommen : roman från högrenässansens Danmark. Stockholm: Bonnier. Libris 1332502
- Paludan, Jacob (1928). Fälten mogna : roman. Stockholm: Bonnier. Libris 1341739
- Remarque, Erich Maria (1929). På västfronten intet nytt. Stockholm: Albert Bonniers förlag. Libris 16442722